# Гья
Гья — деревня с видом на одноимённую реку в индийском Ладакхе между Индом и Тангланг Ла на Лех-Манальское шоссе. Достижима от Упши в долине Инда, деревня расположена в ущелье, образованном рекой Гья. Буддийская гомпа с сопровождающим чортеном (ступой) с видом на деревню и ущелье.